# Kanton Plaisance
Kanton Plaisance (fr. Canton de Plaisance) je francouzský kanton v departementu Gers v regionu Midi-Pyrénées. Skládá se ze 14 obcí.

## Obce kantonu
- Beaumarchés
- Cahuzac-sur-Adour
- Cannet
- Couloumé-Mondebat
- Galiax
- Goux
- Izotges
- Jû-Belloc
- Lasserade
- Plaisance
- Préchac-sur-Adour
- Saint-Aunix-Lengros
- Tasque
- Tieste-Uragnoux